# Univerzální rovnice ztráty půdy
Univerzální rovnice ztráty půdy (USLE) je matematický model popisující proces vodní eroze půdy, používaný při výpočtech průměrné dlouhodobé ztráty půdy. Tento model je mj. v České republice směrodatný při plnění standardů Dobrého zemědělského a environmentálního stavu 5.

## Úvod
Rovnice USLE byla vyvinuta ve Spojených státech amerických na datech získaných ministerstvem zemědělství (USDA) experimentálně pomocí simulátoru deště.

## Výpočet
{\displaystyle G=R\cdot K\cdot L\cdot S\cdot C\cdot P}
kde:
- G – průměrná dlouhodobá ztráta půdy (t∙ha−1∙rok−1),
- R – faktor erozní účinnosti deště, vyjádřený v závislosti na kinetické energii a intenzitě erozně nebezpečných dešťů (MJ∙ha−1∙cm∙h−1∙rok−1),
- K – faktor erodovatelnosti půdy, vyjádřený v závislosti na textuře a struktuře ornice, obsahu organické hmoty a propustnosti půdního profilu (t∙h∙MJ−1∙cm−1),
- L – faktor délky svahu, vyjadřující vliv nepřerušené délky svahu na velikost ztráty půdy erozí (bezrozměrný – poměr smyvu ke smyvu na jednotkovém pozemku délky 22,13 m),
- S – faktor sklonu svahu, vyjadřující vliv sklonu svahu na velikost ztráty půdy erozí (bezrozměrný – poměr smyvu ke smyvu na jednotkovém pozemku sklonu 9 %),
- C – faktor ochranného vlivu vegetace, vyjádřený v závislosti na vývoji vegetace a použité agrotechnice (bezrozměrný – poměr smyvu ke smyvu na jednotkovém pozemku s trvalým úhorem),
- P – faktor účinnosti protierozních opatření (bezrozměrný – poměr smyvu ke smyvu na jednotkovém pozemku obdělávaném ve směru sklonu pozemku).

Pokud hodnota dlouhodobého průměrného smyvu půdy nepřekročí hodnotu dlouhodobé přípustné ztráty půdy (Gp), nedochází na dané lokalitě k zrychlené erozi, lokalita není ohrožena vodní erozí a jsou zachovány funkce půdy a její úrodnost.
tedy {\displaystyle Gp\geq G}
kde: Gp přípustná průměrná roční ztráta půdy (t.ha−1.rok−1)
Pokud však hodnoty dlouhodobého průměrného smyvu půdy překročí hodnoty dlouhodobé přípustné ztráty půdy (tedy Gp < G), dochází vlivem vodní eroze k nadlimitní ztrátě půdy a tím i k ztrátě funkcí půdy a snižování její úrodnosti. Rozdíl mezi dlouhodobým průměrným smyvem a dlouhodobou přípustnou ztrátou půdy současně vyjadřuje i míru erozní ohroženosti dané lokality.

## Užití v rámci ČR
Hodnoty přípustné průměrné roční ztráty půdy erozí jsou stanoveny především z hlediska dlouhodobého zachování funkcí půdy a její úrodnosti. Hloubka půdy je charakterizována mocností půdního profilu, kterou omezuje skalní podklad, nebo vysoká skeletovitost a to na základě bonitace půdy, vyjádřené kódem BPEJ. Hloubka půdy je v systému BPEJ vyjádřena 5. číslicí sdruženého kódu BPEJ pro skeletovitost a hloubku půdy. Kódy 7, 8, a 9 jsou určeny pro BPEJ pozemků se sklonem > 12° a pro BPEJ nevyvinutých (litozem, ranker) půd. Pro půdy s kódem 8 a 9 je hloubku půdy nutné zjistit terénním průzkumem v místech nejsvažitější části pozemku. V případě pozemků s mělkými půdami s hloubkou do 30 cm se doporučuje jejich převedení do kategorie trvalých travních porostů (TTP).
| Hloubka půdy                                   | Kód kombinace skeletovitosti a hloubky půdy (5. číslice kódu BPEJ) | Přípustná průměrná roční ztráta půdy erozí (t.ha−1.rok−1) |
| ---------------------------------------------- | ------------------------------------------------------------------ | --------------------------------------------------------- |
| mělká (< 30 cm)                                | 5, 6                                                               | doporučeno převést do TTP                                 |
| středně hluboká (30–60 cm) a hluboká (> 60 cm) | 0, 1, 2, 3, 4, 7                                                   | 4,0                                                       |

Protože uvedené přístupy k vyjádření erozní ohroženosti pouze popisují současný stav a nedávají návod na to jak zrychlené erozi předcházet, byla rozvinuta myšlenka definování limitů hospodaření na zemědělské půdě s ohledem na zachování funkcí půdy a její úrodnosti. Vzhledem k tomu, že z hlediska hospodaření na orné půdě je ve vztahu k erozní ohroženosti ovlivnitelný pouze ochranný účinek vegetace a účinnost protierozních opatření, byl z rovnice USLE odvozen model pro hodnocení erozní ohroženosti na základě maximálních přípustných hodnot faktoru ochranného vlivu vegetace a protierozních opatření. Vytvořený model je nejen nástrojem na hodnocení erozní ohroženosti ale i návodem jak hospodařit na dané lokalitě tak, aby nedocházelo k nadlimitní ztrátě půdy vodní erozí.
Rovnice USLE je vyjádřená ve tvaru:
{\displaystyle C_{p}\cdot P={\frac {G_{p}}{R\cdot K\cdot L\cdot S}}}
kde: Cp – maximální přípustná hodnota faktoru ochranného vlivu vegetace
Maximální přípustné hodnoty ochranného vlivu vegetace (Cp) vyjadřují vhodný způsob hospodaření na půdních blocích nebo jejich částech, při kterém ještě nedochází k projevům nadlimitní ztráty půdy vodní erozí. Limity přípustné ztráty půdy jsou nastaveny s ohledem na zachování funkcí půdy a její úrodnosti. K jednotlivým Cp lze podle metodik určit konkrétní vhodná organizační nebo agrotechnická opatření. 
| Hodnota Cp | Kategorie erozní ohroženosti | Vhodná rámcová organizační nebo agrotechnická opatření                                                                                  |
| ---------- | ---------------------------- | --- |
| do 0,005   | nejohroženější               | doporučení převést příslušné půdní bloky nebo jejich části mezi trvalé travní porosty                                                   |
| 0,005–0,02 | silně ohrožené               | doporučení pěstování víceletých pícnin např. jetele a vojtěšky                                                                          |
| 0,02–0,2   | ohrožené                     | doporučení vyloučení pěstování erozně nebezpečných plodin, úzkořádkové plodiny lze pěstovat pouze s využitím půdoochranných technologií |
| 0,2–0,6    | mírně ohrožené               | doporučení pěstování úzkořádkových plodin bez omezení, erozně nebezpečné plodiny pouze s využitím půdoochranných technologií            |
| 0,6 a více | bez ohrožení                 | bez omezení |

Vliv vegetačního pokryvu na smyv půdy se projevuje přímou ochranou povrchu půdy před destruktivním působením dopadajících dešťových kapek a zpomalováním rychlosti povrchového odtoku a nepřímo působením vegetace na půdní vlastnosti, zejména na pórovitost a propustnost a především mechanickým zpevněním půdy kořenovým systémem. Ochranný vliv vegetace je přímo úměrný pokryvnosti a hustotě porostu v době výskytu přívalových dešťů (měsíce duben – září). Proto dokonalou protierozní ochranu představují porosty trav a jetelovin, zatímco běžným způsobem pěstované erozně nebezpečné (dříve širokořádkové) plodiny (kukuřice, okopaniny, sady a vinice) chrání půdu nedostatečně.
Při popisu erozních jevů je třeba respektovat jejich výrazně epizodní charakter. Ke ztrátě rozhodující části půdy nedochází rovnoměrně během roku a let, ale během jednotlivých výrazných srážkových epizod. Uvedený popis erozního procesu vztažený k dlouhodobé průměrné roční ztrátě půdy proto lze efektivně využít pro klasifikaci erozní ohroženosti, nikoliv však pro návrh ochranných opatření technického charakteru.